# Съд на Босна и Херцеговина
Съдът на Босна и Херцеговина (на сръбски: Суд Босне и Херцеговине) осигурява защита по въпросите, попадащи в рамките на юрисдикцията на Босна и Херцеговина, предвижда защита на основните човешки права и свободи, гарантирани от Конституцията на Босна и Херцеговина. Седалището на съда е в град Сараево.
Съдът е създаден на 12 ноември 2000 година от върховния представител за Босна и Херцеговина, който приема „Законът на Съда на Босна и Херцеговина“.
В този съд е било предвидено да има 15 съдии, но днес има общо 56 съдии (43 местни съдии и 13 международни съдии). Местните съдии се назначават от Висшия съдебен и прокурорски съвет на Босна и Херцеговина.

## Служебни езици
Служебни езици на съда са сръбски, хърватски и бошняшки език и на кирилица и латиница. Страните имат право да използвате която и да е от тези три езика и две азбуки в обръщение до съда.